# Bordeaux-Saint-Clair
Bordeaux-Saint-Clair település Franciaországban, Seine-Maritime megyében. Lakosainak száma 650 fő (2022. január 1.). Bordeaux-Saint-Clair Bénouville, Cuverville, Étretat, Les Loges, Pierrefiques, Le Tilleul és Villainville községekkel határos.

## Népesség
A település népességének változása:
| Lakosok száma | 660  | 669  | 679  | 666  | 659  | 651  | 644  | 643  | 650  |
|               | 2013 | 2015 | 2016 | 2017 | 2018 | 2019 | 2020 | 2021 | 2022 |